# Filmes de 1946 da Republic Pictures

## Introdução
Em 1946, a Republic Pictures lançou 55 produções.
Com Conquest of Cheyenne, Bill Elliott disse adeus à série de faroestes B com o herói Red Ryder, após 16 aventuras. A série continuaria até ao ano seguinte, com Allan Lane vestindo as roupas do justiceiro. Bobby Blake permaneceu como o sidekick Little Beaver. Enquanto isso, com Home on the Range, Monte Hale iniciava sua própria série, que teria 19 títulos.
1946 foi também o ano em que a Republic produziu seu único filme em Technicolor -- o musical I've Always Loved You. Em sua trajetória, o estúdio lançou diversos filmes com esse sistema de cores, mas todos foram feitos por outras companhias. Para uso próprio, a Republic desenvolveu um processo mais barato e inferior, o Trucolor.
Devido aos crescentes custos de produção, o seriado King of the Forest Rangers foi o último a ser filmado principalmente em locações, no caso em Big Bear Lake.
Pela primeira vez desde sua fundação em 1935, nenhum filme do estúdio recebeu indicações da Academia.

## Prêmios Oscar
Décima nona cerimônia, com os filmes exibidos em Los Angeles no ano de 1946.
| Nenhuma produção recebeu quaisquer indicações |
| --------------------------------------------- |

## Seriados do ano
| Título original            | Título PT/BR         | Título PT/PT              | Astro           | Diretor                                | Episódios | Gênero            |
| -------------------------- | -------------------- | ------------------------- | --------------- | -------------------------------------- | --------- | ----------------- |
| The Crimson Ghost          | O Espírito Escarlate | O Fantasma do Homem Diabo | Charles Quigley | William Witney/Fred C. Brannon         | 12        | Ficção Científica |
| Daughter of Don Q          | A Filha de Don Q     |                           | Adrian Booth    | Spencer Gordon Bennett/Fred . Brannon  | 12        | Policial          |
| King of the Forest Rangers | O Enigma das Torres  |                           | Larry Thompson  | Spencer Gordon Bennett/Fred C. Brannon | 12        | Policial          |
| The Phantom Rider          | O Cavaleiro Fantasma |                           | Robert Kent     | Spencer Gordon Bennett/Fred C. Brannon | 12        | Faroeste          |

## Filmes do ano
| Título original              | Título PT/BR                   | Título PT/PT        | Astros                                | Diretor           | Gênero   |
| ---------------------------- | ------------------------------ | ------------------- | ------------------------------------- | ----------------- | -------- |
| Affairis of Geraldine        | Cupido É do Barulho            |                     | Jane Withers, James Lydon             | George Blair      | Comédia  |
| Alias Billy the Kid          |                                |                     | Sunset Carson, Peggy Stewart          | Thomas Carr       | Faroeste |
| California Gold Rush         | O Ouro da Califórnia           |                     | Bill Elliott, Bobby Blake             | R. G. Springsteen | Faroeste |
| The Catman of Paris          | O Monstro de Paris             |                     | Carl Esmond, Lenore Aubert            | Lesley Selander   | Mistério |
| Conquest of Cheyenne         | A Luta pelo Ouro               |                     | Bill Elliott, Bobby Blake             | R. G. Springsteen | Faroeste |
| Crime of the Century         | O Crime do Século              |                     | Stephanie Bachelor, Robert Browne     | Philip Ford       | Policial |
| Days of Buffalo Bill         |                                |                     | Sunset Carson, Peggy Stewart          | Howard Bretherton | Faroeste |
| Earl Carroll Sketchbook      | Eu Nunca Me Esqueci            | Amor e Uma Canção   | Constance Moore, William Marshall     | Albert S. Rogell  | Musical  |
| The El Paso Kid              |                                |                     | Sunset Carson, Marie Harmon           | Thomas Carr       | Faroeste |
| The Fabulous Suzanne         |                                |                     | Barbara Britton, Rudy Vallee          | Steve Sekely      | Comédia  |
| The French Key               | Moeda Traiçoeira               |                     | Albert Dekker, Mike Mazurki           | Walter Colmes     | Mistério |
| G. I. War Brides             |                                |                     | Anna Lee, James Ellison               | George Blair      | Comédia  |
| Gay Blades                   | Heróis da Turma                |                     | Allan Lane, Jean Rogers               | George Blair      | Comédia  |
| The Glass Alibi              | Egoísmo Fatal                  |                     | Paul Kelly, Douglas Fowley            | W. Lee Wilder     | Suspense |
| A Guy Could Change           | Mandato Supremo                |                     | Allan Lane, Jane Frazee               | William K. Howard | Drama    |
| Heldorado                    | Delegado de Saias              |                     | Roy Rogers, Gabby Hayes               | William Witney    | Faroeste |
| Home in Oklahoma             | Nas Terras de Oklahoma         |                     | Roy Rogers, Gabby Hayes               | William Witney    | Faroeste |
| Home on the Range            |                                |                     | Monte Hale, Adrian Booth              | R. G. Springsteen | Faroeste |
| I've Always Loved You        | Sempre Te Amei                 | Sempre Gostei de Ti | Philip Dorn, Catherine McLeod         | Frank Borzage     | Musical  |
| In Old Sacramento            | Sacramento, Cidade da Desordem |                     | Bill Elliott, Constance Moore         | Joseph Kane       | Faroeste |
| The Inner Circle             | Círculo Íntimo                 |                     | Adele Mara, Warren Douglas            | Philip Ford       | Mistério |
| The Invisible Informer       | Informador Invisível           |                     | Linda Stirling, William Henry         | Philip Ford       | Mistério |
| The Last Crooked Mile        | Caminhos Tortuosos             |                     | Don 'Red' Barry, Ann Savage           | Philip Ford       | Policial |
| The Madonna's Secret         | Obsessão Trágica               | Ciúme Fatal         | Francis Lederer, Gail Patrick         | William Thiele    | Mistério |
| The Man from Rainbow Valley  |                                |                     | Monte Hale, Adrian Booth              | R. G. Springsteen | Faroeste |
| Murder in the Music Hall     | Crime no Music Hall            |                     | Vera Hruba Ralston, William Marshall  | John English      | Mistério |
| My Pal Trigger               | Meu Amigo Trigger              | O Meu Amigo Trigger | Roy Rogers, Gabby Hayes               | Frank McDonald    | Faroeste |
| The Mysterious Mr. Valentine | Chantagista Misterioso         |                     | Wiiliam Henry, Linda Stirling         | Philip Ford       | Policial |
| Night Train to Memphis       | Noturno Sertanejo              |                     | Allan Lane, Adele Mara                | Lesley Selander   | Ação     |
| One Exciting Week            |                                |                     | Al Pearce, Pinky Lee                  | William Beaudine  | Comédia  |
| Out California Way           |                                |                     | Monte Hale, Adrian Booth              | Lesley Selander   | Faroeste |
| Passkey to Danger            | Segredo Perigoso               |                     | Kane Richmond, Stephanie Bachelor     | Lesley Selander   | Mistério |
| Plainsman and the Lady       | Planícies Perigosas            |                     | Bill Elliott, Vera Ralston            | Joseph Kane       | Faroeste |
| Rainbow Over Texas           | Arco-Íris do Texas             |                     | Roy Rogers, Gabby Hayes               | Frank McDonald    | Faroeste |
| Red River Renegades          |                                |                     | Sunset Carson, Peggy Stewart          | Thomas Carr       | Faroeste |
| Rendezvous with Annie        | Façanha Incrível               |                     | Eddie Albert, Faye Marlowe            | Allan Dwan        | Comédia  |
| Rio Grande Raiders           |                                |                     | Sunset Carson, Linda Stirling         | Thomas Carr       | Faroeste |
| Roll on Texas Moon           | Luar do Sertão Texano          |                     | Roy Rogers, Gabby Hayes               | William Witney    | Faroeste |
| Santa Fe Uprising            | Rota de Criminosos             |                     | Allan Lane, Bobby Blake               | R. G. Springsteen | Faroeste |
| Sheriff of Redwood Valley    | Bandidos do Vale               |                     | Bill Elliott, Bobby Blake             | R. G. Springsteen | Faroeste |
| Sioux City Sue               | Um Cowboy em Hollywood         |                     | Gene Autry, Lynne Roberts             | Frank McDonald    | Faroeste |
| Song of Arizona              | A Canção do Arizona            |                     | Roy Rogers, Sheila Ryan               | Joseph Kane       | Faroeste |
| Specter of the Rose          | O Espectro da Rosa             |                     | Judith Anderson, Michael Chekhov      | Ben Hetch         | Suspense |
| Stagecoach to Denver         | Diligência de Bandidos         |                     | Allan Lane, Bobby Blake               | R. G. Springsteen | Faroeste |
| Strange Impersonation        | Pesadelo Horrível              |                     | Brenda Marshall, William Gargan       | Anthony Mann      | Mistério |
| Sun Valley Cyclone           | Demônio Negro                  |                     | Bill Elliott, Bobby Blake             | R. G. Springsteen | Faroeste |
| That Brennan Girl            | Lágrimas d'Alma                |                     | James Dunn, Mona Freeman              | Alfred Santell    | Drama    |
| Traffic in Crime             | Traficantes do Crime           |                     | Kane Richmond, Adele Mara             | Lesley Selander   | Policial |
| Under Nevada Skies           | Sob os Céus de Nevada          |                     | Roy Rogers, Gabby Hayes               | Frank McDonald    | Faroeste |
| Undercover Woman             | A Mulher Detetive              |                     | Stephanie Bachelor, Robert Livingston | Thomas Carr       | Comédia  |
| Valley of the Zombies        | O Vale dos Zumbis              |                     | Robert Livingston, Adrian Booth       | Philip Ford       | Terror   |